# بطل من نوع خاص
بطل من نوع خاص هي أغنية لستيفاني لورانس من كلمات يك كيرشو. كانت بمثابة الأغنية الرئيسية لفيلم للبطل (فيلم وثائقي رسمي عن كأس العالم 1986). لم يتضمن ألبوم (أنجح الأغاني لكأس العالم) الذي أعيد إصداره على هذه الأغنية. ولكن بطريقة ما ، كان هناك خطأ نتج عن نشيد FIFA الرسمي الذي استُخدم لأول مرة في كأس العالم 1994 ليصبح محله، ولكنه لا يزال اسمه هو بطل من نوع خاص. المرجع الوحيد الذي يمكن من خلاله سماع الأغنية الحقيقية اليوم هو البطل - الفيلم الرسمي لكأس العالم 1986.